# Distrikt Huanuhuanu
Der Distrikt Huanuhuanu liegt in der Provinz Caravelí in der Region Arequipa im Südwesten von Peru. Der Distrikt wurde am 2. Januar 1857 gegründet. Er besitzt eine Fläche von 706 km². Beim Zensus 2017 wurden 3164 Einwohner gezählt. Im Jahr 1993 lag die Einwohnerzahl bei 1326, im Jahr 2007 bei 2509. Sitz der Distriktverwaltung ist die 948 m hoch gelegene Ortschaft Tocota. Tocota liegt an der Quebrada de Chala, knapp 80 km westnordwestlich der Provinzhauptstadt Caravelí.

## Geographische Lage
Der Distrikt Huanuhuanu liegt im zentralen Norden der Provinz Caravelí. Der Distrikt erstreckt sich über die südlichen Ausläufer der Cordillera Volcánica. Er wird über die Quebrada de Chala nach Süden hin entwässert. Das Gebiet besteht überwiegend aus Wüste.
Der Distrikt Huanuhuanu grenzt im Süden an den Distrikt Chala, im Westen an den Distrikt Atiquipa, im Norden an den Distrikt Pullo (Provinz Parinacochas), im Nordosten an den Distrikt Quicacha sowie im Südosten an den Distrikt Chaparra.